# 가와우치촌 (아키타현)
가와우치촌(川内村)은 아키타현 유리군에 있던 촌이다. 현재의 [[유리혼조시] 남동단 고요시강 중류, 국도 107호 연선에 해당한다.

## 역사
- 1889년 4월 1일  - 정촌제 시행에 의해 5촌의 구역으로 성립하였다.
- 1955년 3월 31일 - 지네고촌, 히타네촌과 합병해 조카이촌이 성립해, 동일 가와우치촌은 폐지되었다.

## 교통

### 도로
- 야지마 가도 (현:국도 108호선)